# Sommer-Paralympics 2004/Rollstuhlfechten
Bei den Sommer-Paralympics 2004  in Athen wurden in insgesamt 15 Wettbewerben im Rollstuhlfechten Medaillen vergeben. Die Entscheidungen fielen zwischen dem 18. und dem 23. September 2004 im Elliniko Olympic Complex.

## Klassen
Bei den paralympischen Fechtwettbewerben wird in zwei Klassen unterschieden:
- A: Für Fechter mit völlig intakter Rücken- und Bauchmuskulatur, die meist auch stehen können.
- B: Für Fechter ohne vollkommen intakte Rücken- und Bauchmuskulatur.

## Ergebnisse

### Männer

#### Florett (A)
| Platz | Land | Sportler       |
| ----- | ---- | -------------- |
| 1     | HKG  | Ying Ki Fung   |
| 2     | CHN  | Lei Zhang      |
| 3     | POL  | Dariusz Pender |

#### Florett (B)
| Platz | Land | Sportler       |
| ----- | ---- | -------------- |
| 1     | HKG  | Charn Hung Hui |
| 2     | POL  | Piotr Czop     |
| 3     | UKR  | Andriy Komar   |

#### Degen (A)
| Platz | Land | Sportler          |
| ----- | ---- | ----------------- |
| 1     | FRA  | Cyril More        |
| 2     | POL  | Radoslaw Stanczuk |
| 3     | HKG  | Wai Ip Kwong      |

#### Degen (B)
| Platz | Land | Sportler          |
| ----- | ---- | ----------------- |
| 1     | UKR  | Andriy Komar      |
| 2     | POL  | Robert Wysmierski |
| 3     | USA  | John Rodgers      |

#### Säbel (A)
| Platz | Land | Sportler            |
| ----- | ---- | ------------------- |
| 1     | ITA  | Alberto Pellegrini  |
| 2     | POL  | Stefan Makowski     |
| 3     | POL  | Arkadiusz Jablonski |

#### Säbel (B)
| Platz | Land | Sportler          |
| ----- | ---- | ----------------- |
| 1     | POL  | Robert Wysmierski |
| 2     | HKG  | Charn Hung Hui    |
| 3     | HUN  | Pál Szekeres      |

#### Mannschaft Florett (offen)
| Platz | Land | Sportler                                                     |
| ----- | ---- | ------------------------------------------------------------ |
| 1     | CHN  | Hu Daoliang Zhang Chong Lei Zhang                            |
| 2     | HKG  | Kam Loi Chan Ying Ki Fung Charn Hung Hui Wai Ip Kwong        |
| 3     | POL  | Piotr Czop Stefan Makowski Dariusz Pender Tomasz Walisiewicz |

#### Mannschaft Degen (offen)
| Platz | Land | Sportler                                                               |
| ----- | ---- | ---------------------------------------------------------------------- |
| 1     | FRA  | Robert Citerne Alim Latrèche David Maillard Cyril Moré                 |
| 2     | POL  | Arkadiusz Jablonski Dariusz Pender Radoslaw Stanczuk Robert Wysmierski |
| 3     | CHN  | Hu Daoliang Zhang Chong Lei Zhang                                      |

#### Mannschaft Säbel (offen)
| Platz | Land | Sportler                                                         |
| ----- | ---- | ---------------------------------------------------------------- |
| 1     | HKG  | Kam Loi Chan Ying Ki Fung Charn Hung Hui Yan Yun Tai             |
| 2     | POL  | Piotr Czop Arkadiusz Jablonski Stefan Makowski Robert Wysmierski |
| 3     | FRA  | Pascal Durand Moez El Assine Cyril Moré                          |

### Frauen

#### Florett (A)
| Platz | Land | Sportler       |
| ----- | ---- | -------------- |
| 1     | HKG  | Yu Chui Yee    |
| 2     | HKG  | Fan Pui Shan   |
| 3     | FRA  | Patricia Picot |

#### Florett (B)
| Platz | Land | Sportler       |
| ----- | ---- | -------------- |
| 1     | HKG  | Chong Chan Yui |
| 2     | HUN  | Dani Gyöngyi   |
| 3     | THA  | Saysunee Jana  |

#### Degen (A)
| Platz | Land | Sportler           |
| ----- | ---- | ------------------ |
| 1     | HKG  | Yu Chui Yee        |
| 2     | HKG  | Fan Pui Shan       |
| 3     | HUN  | Zsuzsanna Krajnyák |

#### Degen (B)
| Platz | Land | Sportler          |
| ----- | ---- | ----------------- |
| 1     | THA  | Saysunee Jana     |
| 2     | HKG  | Chong Chan Yui    |
| 3     | POL  | Marta Wyrzykowska |

#### Mannschaft Florett (offen)
| Platz | Land | Sportler                                                      |
| ----- | ---- | ------------------------------------------------------------- |
| 1     | HKG  | Chan Chong Yui Fan Pui Shan Wong Kit Mui Yu Chui Yee          |
| 2     | HUN  | Dani Gyöngyi Andrea Jurak Zsuzsanna Krajnyák Judit Palfi      |
| 3     | POL  | Renata Frelik Jadwiga Polasik Dagmara Witos Marta Wyrzykowska |

#### Mannschaft Degen (offen)
| Platz | Land | Sportler                                                       |
| ----- | ---- | -------------------------------------------------------------- |
| 1     | HKG  | Chan Chong Yui Fan Pui Shan Wong Kit Mui Yu Chui Yee           |
| 2     | HUN  | Dani Gyöngyi Andrea Jurak Zsuzsanna Krajnyák Judit Palfi       |
| 3     | FRA  | Emmanuelle Assmann Sylvie Magnat Sylviane Meyer Patricia Picot |

## Medaillenspiegel Rollstuhlfechten
| Rang  | Land                | Gold | Silber | Bronze | Gesamt |
| ----- | ------------------- | ---- | ------ | ------ | ------ |
| 01    | Hongkong            | 8    | 5      | 1      | 14     |
| 02    | Frankreich          | 2    | -      | 3      | 5      |
| 03    | Polen               | 1    | 6      | 5      | 12     |
| 04    | Volksrepublik China | 1    | 1      | 1      | 3      |
| 05    | Thailand            | 1    | -      | 1      | 2      |
| 05    | Ukraine             | 1    | -      | 1      | 2      |
| 07    | Italien             | 1    | -      | -      | 1      |
| 08    | Ungarn              | -    | 3      | 2      | 5      |
| 09    | USA                 | -    | -      | 1      | 1      |
| Total | Total               | 15   | 15     | 15     | 45     |